# شارع الكرمة
شارع الكَرْمَة شارع في هوليوود، لوس أنجلوس، كاليفورنيا يمتد من الشمال إلى الجنوب بين شارع فرانكلين وشارع ميلروز. كان التقاطع مع شارع هوليوود رمزا لهوليوود نفسها. عانى التقاطع الشهير من حالة سيئة خلال السبعينيات، لكنه بدأ منذ ذلك الحين في التحسن والتجدد مع العديد من المشاريع عالية القيمة حاليًا قيد التقدم. ثلاث مجمعات سكنية من ممشى المشاهير في هوليوود تقع على طول هذا الشارع بأسماء مثل جون لينون وجوني كارسون وأودري هيبورن. في جنوب شارع ميلروز، يتحول شارع الكرمة إلى شارع روسمور، وهو شارع سكني من حديقة هانكوك وينتهي في شارع ويلشاير.

## حارة الإذاعة
حارة الإذاعة هي المنطقة المحيطة بالتقاطع بين شارع صن ست بوليفارد وشارع الكرمة في هوليوود، حيث توجد مرافق البث في التابعة لشبكات الراديو الأربع الرئيسية. آخر محطة إذاعية كانت تبث من استوديو في شارع الكرمة، KNX-AM، أغلقت استوديو شارع الكرمة في 2005.

## البنايات

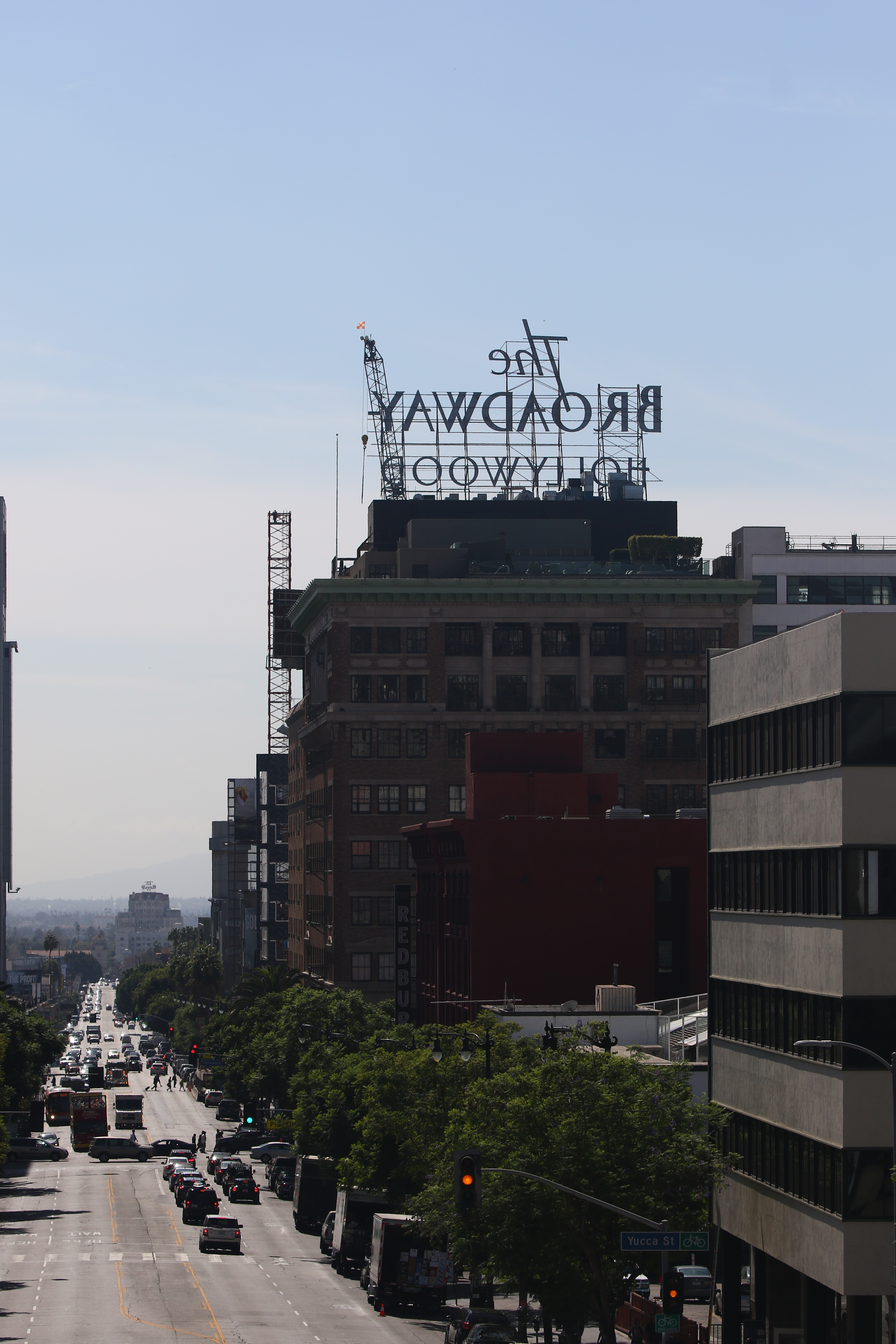
شارع الكرمة من مكان بالقرب من المحطة الشمالية مع مبنى برودواي هوليوود

كانت مغسلة كاليفورنيا تقع في الشارع في عشرينيات القرن الماضي. يقع مبنى شركة كابتول للموسيقى، وبرج كابتول، شمال تقاطع هوليوود و فاين. تم تصوير فيلم أموال السيدة بروستر (1926) بطولة بيبي دانيلز في شارع الكرمة في طريق فرانكلين، بالقرب من الموقع الذي يُعرف الآن بمبنى شركة كابتول للموسيقى.  تقع محطة مترو الأنفاق لخط مترو بي على بعد مجمع واحد شرقاً في شارع هوليوود وشارع أرجيل. يخدم خط مترو المحلي 210 شارع الكرمة وشارع روسمور.